# Johan Schaeij
Johan Schaeij, född 18 februari 1691 i Karlshamn, Blekinge län, död 4 april 1738 i Ryedal, var en svensk häradshövding.

## Biografi
Schaeij var son till borgmästaren Peter Schaeij och Elisabet Broome. Blev student vid Uppsala universitet 10 januari 1709. Han var häradshövding i Östra medelstads, Bräkne och Listers härader 10 januari 1716. Den 11 oktober 1718 blev han häradshövding i endast Östra härad. Återfick sin förra domsaga 1719. 
Han gifte sig första gången 28 mars 1717 i Kalmar med Anna Saur. Han gifte sig andra gången 3 maj 1721 i Ryssbylund med Anna Beata Cronhjort. Hon var dotter till generalmajoren och landshövdingen Abraham Cronhjort och Brita Skyttenhielm.